# Zaraapelta
Zaraapelta nomadis
Genre
Espèce
Zaraapelta est un genre éteint de dinosaures herbivores de la famille des Ankylosauridae du Crétacé supérieur de la Mongolie. L'espèce type est Zaraapelta nomadis, nommée et décrite par Arbour, Currie et Badamgarav en 2014. Zaraapelta n'est connu que par un unique crâne issu de la formation Barun Goyot. Il s'est avéré être proche de Tarchia dans l'analyse phylogénétique dans le cadre de sa description.

## Découverte et dénomination
En 2000, Robert Gabbard, membre d’une équipe dirigée par Philip John Currie, a trouvé un crâne d’ankylosaure dans le désert de Gobi, près de Hermiin Tsav, dans la formation de Barun Goyot. En 2014, Victoria Megan Arbour a nommé et décrit la découverte comme étant l'espèce Zaraapelta nomadis, mais elle est restée au début un nom non valide. Plus tard lors de cette même année, cependant, il a été valablement reconnu comme l'espèce type Zaraapelta nomadis par Arbour, Currie et, à titre posthume, la paléontologue mongole Demchig Badamgarav. Le nom générique est dérivé du terme mongol zaraa, « hérisson », en référence à l'aspect épineux des ankylosaures, et du mot grec « πέλτη », peltè, « petit bouclier », une composante commune des noms d'ankylosauriens en raison de leur armure corporelle. Le nom spécifique nomadis est le génitif du latin nomas, « nomade », et fait référence à l'agence de voyage Nomadic Expéditions qui a organisé de nombreuses expéditions paléontologiques en Mongolie.
L'holotype, MPC D-100/1388, a été trouvé dans une couche de la formation de Barun Goyot, datant du campanien moyen à tardif, soit environ 75 millions d'années. Il s'agit d'un crâne dépourvu de l'extrémité du museau. Aucun élément de la mâchoire inférieure n'a été découvert. Le spécimen représente probablement un individu subadulte,.

## Description
Le crâne préservé a, en l'absence de prémaxillaire, une longueur d'environ quarante centimètres, ce qui indique que Zaraapelta était un ankylosaurien de taille moyenne. Zaraapelta diffère de tous les autres Ankylosauria par la présence d'une corne squamosale avec une texture osseuse très lisse le long du bord supérieur, se transformant brusquement en une surface rugueuse sur les côtés intérieur et extérieur ; et par la présence d'un motif complexe d'un grand nombre d'ostéodermes derrière l'orbite.
En plus de ces autapomorphies, Zaraapelta diffère de son proche parent Saichania par un grand nombre d’ostéodermes devant l’orbite oculaire ; une encoche dans le bord au-dessus de la cavité oculaire, ce qui a pour effet que les deux ostéodermes supra-orbitaux y ont des crêtes distinctes ; le manque plaques d'armure distinctes de la tête, derrière la partie supra-orbitale moyenne ; des ostéodermes moins saillants sur le bord arrière du sommet du crâne ; l’arrière du crâne et le condyle occipital sont visibles en vue de dessus.
Zaraapelta diffère de son parent Tarchia par la présence d'une plaque moins saillante latéralement sur le préfrontal ; la présence d'un os turbiné ossifié en forme de rouleau (cornet nasal) dans la cavité nasale, à la face inférieure de l'os frontal ; le manque de plaques d'armure de tête, derrière la partie supra-orbitale moyenne ; la fusion de l'os carré avec le processus paroccipital. La principale différence avec Tarchia réside dans la forme unique de la corne squamosale. Cependant, Tarchia a également une configuration de la corne squamosale unique en ce sens qu’un ostéoderme accessoire est présent à l'avant de celle-ci. En principe, il est donc possible que Zaraapelta représente simplement un vieil individu de Tarchia chez lequel cet ostéoderme s'est déplacé au-dessus de la corne squamosale, créant ainsi l'étrange structure à double couche. Cette possibilité a toutefois été rejetée par les auteurs, car chez d'autres espèces d'ankylosauriens, on ne connaît pas de changements ontogénétiques de la forme de la corne squamosale d'une ampleur comparable.
La corne squamosale, dans l'angle supérieur arrière du crâne, est robuste et de forme pyramidale. Le sommet de la corne présente une arête tranchante, bordé de bandes lisses ; celles-ci se transforment brusquement en zones rugueuses plus profondes, de sorte que des bords sont présents des deux côtés. La corne des joues du quadratojugales est grande avec un bord arrière concave. La zone de la joue située entre ces grandes cornes, derrière l'orbite, est remplie par des ostéodermes plats, séparés par de profondes rainures, créant un délicat motif de « boue séchée ». La cavité oculaire elle-même est entourée d'un anneau osseux étroit. Sur son bord arrière, six ostéodermes sont présents, ceux du dessus étant de forme rectangulaire, ceux du dessous devenant progressivement plus petits et plus triangulaires. Derrière ceux-ci se trouvent sept dalles plus petites, de forme grossièrement carrée, disposées de façon irrégulière. L'arrière de cette configuration est formé par un grand ostéoderme triangulaire. Juste en dessous de la corne squamosale et au-dessus de la corne de la joue, une rangée de petites bosses est présente.

## Phylogénie
Zaraapelta a été placé dans les Ankylosauridae. Une analyse cladistique l'a classé en tant qu'espèce sœur de Tarchia.

## Paléobiologie
Arbour a souligné que Saichania, Tarchia et Zaraapelta partageaient le même habitat. Elle a supposé que cette relative abondance d'espèces d'ankylosauriens avait été due au fait qu'ils étaient les principaux herbivores de la région, une quantité suffisante de culture étant ainsi disponible pour nourrir trois populations, bien que leurs niches relatives ne soient pas claires. Les différences dans l’ornementation de la tête auraient alors servi à la reconnaissance des espèces. Elle n'a vu aucune indication de dimorphisme sexuel, mais elle a également supposé que la sélection sexuelle avait été un facteur dans l'évolution de l'ornementation typique de la tête de Zaraapelta.